# Baureihe 128
De Baureihe 128 van het type 12X is een prototype elektrisch universeel locomotief bestemd voor het personenvervoer en voor het goederenvervoer van de Duitse spoorwegmaatschappij Deutsche Bundesbahn (DB).

## Geschiedenis
In de jaren 1990 gaf de Deutsche Bundesbahn aan de industrie opdracht voor de ontwikkeling van nieuwe locomotieven ter vervanging van oudere locomotieven van het type 103, 151, 111, 181.2 en 120. Hierop presenteerde AEG Hennigsdorf in 1994 het prototype 12X die later als 145 door ADtranz te Kassel werd gebouwd. Uit dit prototype ontstond een groot aantal varianten.

## Constructie en techniek
De locomotief heeft een stalen frame. De tractie-installatie is uitgerust met draaistroom en heeft driefasige asynchrone motor in de draaistellen. Iedere motor drijft een as aan.